# Rethma
Rethma là một chi bướm đêm thuộc họ Erebidae.